# Варецька Валентина Федорівна
Валентина Федорівна Варе́цька (нар. 30 грудня 1900, Іванівка — пом. 3 січня 1981, Харків) — українська радянська театральна акторка. Заслужена артистка УРСР з 1930 року.

## Життєпис
Народилася 17 [30] грудня 1900 року в селі Іванівці (нині Білозерський район Херсонської області, Україна). У 1921—1928 роках працювала в театрах Києва, у 1928—1935 роках — Харкова, у 1935—1988 роках — Дніпропетровська.
У 1939–1941 роках — акторка новоствореного Тернопільського обласного українського державного театру імені Івана Франка. У 1946–1960 роках працювала у Львівському обласному українському музично-драматичному театрі в Дрогобичі.
Померла в Харкові 3 січня 1981 року.

## Ролі
Основні ролі:
- Донна Анна («Камінний господар» Лесі Українки);
- Рита («Чорна Пантера і Білий Медвідь» Винниченка);
- Діана («Собака на сіні» Лопе де Вега);
- Маруся і Наталка («Маруся Чурай» і «Соло на флейті» Микитенка).

На тернопільській сцені грала ролі:
- Маруся («Маруся Богуславка» Старицького);
- Луїза («Підступність і кохання» Шіллера);
- Кручиніна («Без вини винні» Островського);
- Анна («Украдене щастя» Франка) та інші.